# Нявкун
Нявкун (Ailuroedus) — рід горобцеподібних птахів родини наметникових (Ptilonorhynchidae).

## Назва
Назва роду Ailuroedus походить з грец. αιλουροῳδός, що означає «той, що співає по-котячому», «котячеголосий» Представники роду видають звуки, що схожі на котяче нявкання. Англійська назва catbird, що буквально перекладається як «котячий птах», має аналогічну етимологію..

## Поширення
Представники роду поширені на острові Нова Гвінея та на півночі Австралії.

## Класифікація
До роду традиційно відносять три види:
- Нявкун білогорлий (Ailuroedus buccoides)
- Нявкун зелений (Ailuroedus crassirostris)
- Нявкун чорнощокий (Ailuroedus melanotis)

Проте генетичні та морфологічні дослідження, проведені Мартіном Ірестедтом (Martin Irestedt) у 2016 році, дозволили визнати валідними ще сім видів:
- Нявкун вохристоволий (Ailuroedus stonii)
- Нявкун світлоголовий (Ailuroedus geislerorum)
- Ailuroedus maculosus
- Ailuroedus astigmaticus
- Нявкун чорноголовий (Ailuroedus melanocephalus)
- Ailuroedus jobiensis
- Нявкун арфаканський (Ailuroedus arfakianus)